# Conothele nigriceps
Conothele nigriceps là một loài nhện trong họ Ctenizidae.
Loài này thuộc chi Conothele. Conothele nigriceps được miêu tả năm 1898 bởi Mary Agard Pocock.